# Seray Altay
Seray Altay est une joueuse de volley-ball turque née le 25 août 1987 à Ankara. Elle mesure 1,82 m et joue au poste d'attaquante. Elle totalise 40 sélections en équipe de Turquie.

## Clubs
| Club                        | De        | À         |
| --------------------------- | --------- | --------- |
| Eczacıbaşı İstanbul         | 2001-2002 | 2006-2007 |
| Yeşilyurt İstanbul          | 2007-2008 | 2007-2008 |
| Galatasaray İstanbul        | 2008-2009 | 2008-2009 |
| Eczacıbaşı İstanbul         | 2009-2010 | 2009-2010 |
| VB Günes Sigorta            | 2010-2011 | 2010-2011 |
| Galatasaray İstanbul        | 2011-2012 | 2011-2012 |
| Yeşilyurt İstanbul          | 2012-2013 | 2013-2014 |
| Beşiktaş İstanbul           | 2014-2015 | 2014-2015 |
| Sarıyer Belediyesi          | 2015-2016 | 2017-2018 |
| Beylikdüzü Voleybol İhtisas | 2018-2019 | 2018-2019 |
| Beşiktaş İstanbul           | 2020-2021 | …         |

## Palmarès
- Ligue des champions
  - Vainqueur : 2011.
- Coupe de la CEV
  - Finaliste :2012.
- Championnat de Turquie (4)
  - Vainqueur : 2002, 2003, 2006, 2007.
- Coupe de Turquie (6)
  - Vainqueur : 2002, 2003, 2004, 2005, 2006, 2007.
  - Finaliste :2012.